# Herman Van Rompuy
Herman Achille Van Rompuy, gróf (1947. október 31. –) belga politikus és államférfi, 2008. december 30. és 2009. november 25. között Belgium miniszterelnöke. A Flamand Kereszténydemokrata Párt (CD&V) tagja és az előző miniszterelnök, Yves Leterme lemondása után kapott megbízást II. Albert belga királytól a kormányalakításra. 2009. november 19-én, az állam- és kormányfők brüsszeli informális találkozóján az Európai Tanács első elnökévé („az Európai Unió elnöke”) választották; hivatalát december 1-jén foglalta el.

## Pályafutása
1947-ben született Brüsszel egyik kerületében, Etterbeekben. A nagy múltú Sint-Jans-Berchmans főiskolára járt Brüsszelben, majd közgazdaságtant hallgatott a Leuveni Katolikus Egyetemen. Tanulmányai után a belga nemzeti banknál kezdett dolgozni, 1972 és 1975 között.
1973 és 1975 között a kereszténydemokrata párt elődjének, a Keresztény Néppárt (Christelijke Volkspartij) ifjúsági tagozatának volt elnöke. 1975 és 1980 között a párt országos vezetőségének tagja, illetve tagja volt Leo Tindemans és Gaston Geens miniszterek kabinetjének. 1988 és 1993 között a CVP elnöke volt.
1993-ban kapott először kormányzati posztot, Jean-Luc Dehaene kormányában miniszterelnök-helyettes, illetve költségvetési miniszter volt 1993. szeptember és 1999. július között. A párt 1999-es választási vereségét követően a belga képviselőház tagja volt. 2004-ben a király államminiszterré nevezte ki. 2007. július 12-én megválasztották a képviselőház elnökének.
Az európai állam- és kormányfők 2009. november 19-i brüsszeli találkozóján megválasztották az Európai Tanács első állandó elnökének. 2012. március 1-jén a 27 EU-tagállam kormányfői egybehangzóan újraválasztották, második elnöki periódusa 2,5 évig fog tartani, 2012. június 1-jétől 2014. november 30-áig. Ezután nem lehet újraválasztani, mivel az Európai Tanács elnökének mandátuma csak egyszer hosszabbítható meg.
Öccse, Eric Van Rompuy, szintén a CD&V politikusa, 1995 és 1999 között a flamand kormány minisztere volt.

## Kormányalakítás
2008. december 28-án kérte fel II. Albert belga király hogy alakítson új kormányt. miután magától vonakodott elfogadni a posztot. 2008. december 30-án tette le hivatali esküjét.

### A Van Rompuy-kormány tagjai
| Miniszteri tiszt | Név                                 | Párt |
| --- | ----------------------------------- | ---- |
| Miniszterelnök | Herman Van Rompuy (CD&V)            |      |
| Miniszterelnök-helyettes, a közigazgatásért, az állami vállalatokért és az intézményi reformokért felelős miniszter | Steven Vanackere (CD&V)             |      |
| Miniszterelnök-helyettes, pénzügyi és az intézményi reformokért felelős miniszter                                   | Didier Reynders (MR)                |      |
| Miniszterelnök-helyettes és külügyminiszter                                                                         | Karel De Gucht (Open VLD)           |      |
| Miniszterelnök-helyettes, munkaügyi és esélyegyenlőségi miniszter                                                   | Joëlle Milquet (cdH)                |      |
| Miniszterelnök-helyettes, egészségügyi és szociális miniszter                                                       | Laurette Onkelinx (PS)              |      |
| Belügyminiszter | Guido De Padt (Open VLD)            |      |
| Honvédelmi miniszter                                                                                                | Pieter De Crem (CD&V)               |      |
| Fejlesztési támogatások összehangolásáért felelős miniszter                                                         | Charles Michel (MR)                 |      |
| Energia és klímaváltozásért felelős miniszter                                                                       | Paul Magnette (PS)                  |      |
| Vállalkozásokért felelős miniszter                                                                                  | Vincent Van Quickenborne (Open VLD) |      |
| Bevándorlási és menedékügyi miniszter                                                                               | Annemie Turtelboom (Open VLD)       |      |
| Kis és középvállalkozásokért, önálló vállalkozókért, a mezőgazdaságért és kutatásokért felelős miniszter            | Sabine Laruelle (MR)                |      |
| Társadalmi integrációért, a nyugdíjasokért és a nagyvárosokért felelős miniszter                                    | Marie Arena (PS)                    |      |
| Igazságügyi miniszter                                                                                               | Stefaan De Clerck (CD&V)            |      |

## Az eddig betöltött pozíciók
- A CVP ifjúsági tagozatának elnöke (1973–1977)
- A CVP országos elnökségének tagja (1978–)
- A belga felsőház tagja (1988–1995)
- A pénzügyminisztérium, valamint a kis- és középvállalkozásokért felelős minisztériumok államtitkára (1988)
- A CVP elnöke (1988–1993)
- Miniszterelnök-helyettes és a költségvetésért felelős miniszter (1993–1999)
- A belga képviselőház tagja (1995–)
- Államminiszter (2004–)
- A belga képviselőház elnöke (2007–2008)
- Miniszterelnök (2008–2009)
- Az Európai Tanács elnöke (2009. december 1. – 2014. december 1.)

## Írásai
- De kentering der tijden, Lannoo, 1979
- Hopen na 1984, Davidsfonds, 1984
- Het christendom. Een moderne gedachte, Davidsfonds, 1990
- Vernieuwing in hoofd en hart. Een tegendraadse visie, Davidsfonds, 1998
- De binnenkant op een kier. Avonden zonder politiek, Lannoo, 2000
- Dagboek van een vijftiger, Davidsfonds, 2004

## Fordítás
- Ez a szócikk részben vagy egészben  a   Herman Van Rompuy című angol Wikipédia-szócikk fordításán alapul.  Az eredeti cikk szerkesztőit annak laptörténete sorolja fel. Ez a jelzés csupán a megfogalmazás eredetét és a szerzői jogokat jelzi, nem szolgál a cikkben szereplő információk forrásmegjelöléseként.